# 刘名榜
刘名榜（1902年—1985年4月21日），男，河南新县人，中国共产党高级干部。曾任河南省纪委书记、河南省监察委员会书记、河南省政法委书记、河南省人民检察院检察长。中共“八大”代表，第一、二、三届全国人民代表大会代表。

## 生平
刘名榜是河南省新县郭家河乡莲花村人。1928年参加革命，1929年带领农民自卫军参加白沙关“万人暴动”，1929年9月加入中国共产党，参加过鄂豫暴动和南方三年游击战争，长期坚持大别山斗争。历任光山县弦南区第五乡苏维埃政府主席、弦南区苏维埃主席、区委书记兼郭家河便衣队指导员，1935年7月任经扶县（今新县）县委书记，鄂东北道委秘书（1935年8月道委书记王福明因病被俘，被光山县民团团总黄善安活埋）。中共罗（山）礼（山）经（扶）光（山）中心县委书记。新四军第五师经扶总队（总队长肖先发）政治委员。
抗战爆发后，1937年9月刘名榜率中心县委机关和便衣队到达七里坪待命整编。1938年3月，红二十八军改编为新四军第四支队开赴皖中抗日前线，地方党组织领导人郑位三、田东、何耀榜、刘名榜、罗厚福等人组成了新四军第四支队后方留守处，刘名榜任留守处副主任，为四支队提供兵员、物力、财力和收容伤病员。刘名榜到达郭家河、白马山、卡房一带开展工作，恢复了党的组织，重建了中共经扶县委，任县委书记。与国民党县政府协商，在卡房古店成立了联合办事处，动员群众回乡生产，重建家园。后任新四军第五师礼山县抗日民主政府县长、罗（山）礼（山）经（扶）光（山）中心县委组织部长。
解放战争时期，任经光县委副书记兼县长，1946年中原突围前，刘名榜奉命担任罗（山）礼（山）经（扶）光（山）中心县委书记。李先念对他说：“刘名榜，你要是‘革命到底’了，我回来给你树纪念碑！”中原军区主力突围后，刘名榜带领中心县委和游击队一直在经扶、罗山、黄安、麻城等地坚持斗争，与上级党组织失去了联系，被敌人围困在深山密林中。刘名榜对部下说：“无论斗争多残酷，生活多艰辛，哪怕只剩下一个人，也要坚持到底，决不让大别山革命的红旗在我们手中倒下！”
1947年8月27日，千里跃进大别山的刘邓大军渡过淮河进入大别山。穰明德任经扶县委书记，刘名榜任县长兼县委副书记。鄂豫区第二专署专员。中原临时人民政府委员。
中华人民共和国成立后，1952年10月任河南省纪律检查委员会副书记、第二书记，中共河南省委常委、监委书记，省委政法委书记。1954年，当选第一届全国人民代表大会代表。任河南省人民检察院检察长近12年。
后任省三、四届政协副主席，省五、六届人大常委会副主任。

## 纪念
1957年八一电影制片厂以刘名榜为原型拍摄了电影《五更寒》第二届全国人民代表大会召开期间，《五更寒》电影正式上映，毛泽东、刘少奇、朱德等接见刘名榜，称他是“坚持大别山斗争的一面红旗”。
鄂豫皖苏区首府烈士陵园革命烈士纪念碑于1957年落成，碑身为五棱柱形，花岗岩和钢筋混凝土结构。高13.1米，象征大别山地区130351名在册烈士。纪念碑正面是朱德题写的八个大字：“革命烈士永垂不朽”！另外还有许世友题写的“继承革命先烈遗志为实现共产主义而奋斗”、被刘名榜题写的“烈士们以鲜血写下了不朽的诗篇 用身躯铺平了大别山人民革命的道路 烈士们可歌可泣的英勇史绩万古长存”等。
刘名榜同志故居是大别山红廉文化园的一部分，故居内保留着当年他在这里工作生活时的原貌。
2017年1月23日，以刘名榜事迹为题材的电影《大山之信》开机仪式暨新县郭家河乡“红廉文化园"影视拍摄基地授牌仪式在新县郭家河乡“刘名榜故居”举行。